# Serra de Sant Feliu (Castellar del Vallès)
La Serra de Sant Feliu és una serra situada al municipi de Castellar del Vallès a la comarca del Vallès Occidental, amb una elevació màxima de 556 metres.